# Aktiehandel
Aktiehandel betecknar handel med aktier. Dessa kan vara listade på svenska börser (OMX eller Nordic Growth Market) eller internationella börser såsom New York Stock Exchange, NASDAQ eller London Stock Exchange. Mycket av den svenska aktiehandeln sker idag genom nätmäklare.

## Tick-size
Tick-size avser den minst möjliga prisskillnaden mellan två order i en orderbok.  Allt annat lika styr tick-size likviditeten i orderboken eftersom tick-size ofta bestämmer kostnaden för att betala spreaden mellan köp- och säljsidan.

## Budplikt
Om en aktieägare kommer över 30 procent av rösterna i ett aktiebolag infinner sig så kallad budplikt. Ägaren måste då inom fyra veckor erbjuda sig att köpa samtliga andra aktieägares aktier och därmed köpa hela bolaget. Syftet med budplikten är att skydda mindre aktieägare, då förutsättningarna för företaget förändras genom det förändrade ägarförhållandet.